# トムとジェリー
『トムとジェリー』（英語: Tom and Jerry）は、MGMカートゥーン・スタジオのアニメーター、ウィリアム・ハンナとジョセフ・バーベラによって1940年に創作された、アメリカのアニメーションシリーズである。
ネコのトムとネズミのジェリーが巻き起こすドタバタ劇を描いたカートゥーン、ギャグアニメである。映画会社のメトロ・ゴールドウィン・メイヤー（MGM）が発表した短編アニメーション映画のシリーズを皮切りに、これまでに166本の短編作品、2本の長編映画、8作のテレビシリーズ、18本のOVAが製作されている（2023年現在）。
略称は「トムジェリ」（ワーナー・ブラザースウェブサイトより）、「TJ」など。

## 概要

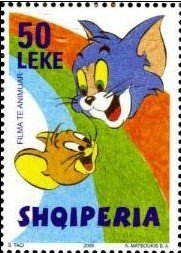
トムとジェリーをあしらったアルバニア共和国の郵便切手

体が大きく短気だが、お調子者でおっちょこちょいでどこか憎めない部分のあるネコ・トムと、体は小さいが狡賢く、追い掛けてくるトムをこともなげにかわすネズミ・ジェリーの戦いを、ドタバタ劇としてナンセンスとユーモアたっぷりに描いている。
1940年の『上には上がある』以降、作者のウィリアム・ハンナとジョセフ・バーベラによって、1958年までに114本の短編アニメ映画が公開された。この作品群が成功を収め、頻繁に放送されるなど、根強い人気を持つシリーズとなったことで、1961年から現在まで新作が制作されるロングラン作品となった。
アカデミー短編アニメ賞を7回受賞し、これまでに最も受賞したシリーズ作品である。その回数は、ディズニー作品以上である。
トムとジェリーは、会話をすることがほとんどなく、笑いや叫びなど、言葉にならない声やジェスチャー、他の登場キャラクターの会話などで物語は進行する（一部の例外作を除く）。人間以外のキャラクターはできるだけ台詞が少なくなるように物語は作られていて、人間のキャラクターは多くの話は顔が見えないように作られている。
トムとジェリーをはじめとした人間以外のキャラクターによる、現実では大怪我や死に値する過度な暴力（殴打、毒や爆発物の使用、斬首、指詰め、感電、転落、火傷、凍傷、他多数）をコメディに変えるという作風であるが、流血の描写はなく、いずれもあっさりと回復して、すぐにドタバタを再開する。
日本では、1964年にTBS系列でテレビ放送されて以来、幾度も繰り返し再放送されている。また、ソフト販売や様々なメディア展開が行われアメリカ文化の象徴とも評されるなど、現在に至るまで幅広い年齢層から愛され続けている。

## 登場キャラクター

### 主人公
トム（Tom Cat）
グレー、もしくはブルーグレーの鉢割れで、品種はタキシードブリティッシュキャットのイエネコである。
フルネームは、トーマス・ジャスパー・キャット・シニア（Thomas Jasper Cat Sr.）だが、ほとんどの作品では、トム・キャット（Tom Cat）と表記。
ジェリーを捕まえることに情熱を注ぎ、日々奮闘するが、負けることの方が断然多い。おっちょこちょいでどこか憎めない一面もあり、時にはジェリーと協力する事もある。
ミルクが好物の他、惚れっぽく美女にも弱い。
ジェリー（Jerry Mouse）
トムが飼われている家の壁穴に棲み着くイエネズミ（ハツカネズミ）。
フルネームは、ジェラルド・ジンクス・マウス（Gerald Jinx Mouse）。
体は小さいが、頭脳明晰で、トムとの喧嘩でも高い勝率を誇る。いたずらが大好きで、トムを散々な目に遭わせるが、時には協力する事もある。
チーズが好物の他、トムと同じく、惚れっぽく美女にも弱い。

### 脇役（メイン）
タフィー／ニブルス（Tuffy／Nibbles）
ジェリーの従兄弟・甥っ子、または孤児として登場する、灰色の幼いネズミ。おむつを着用している。
近年は「タフィー」という名前で登場する機会が多いが、媒体によっては「ニブルス」の場合もある。
マイペースで怖いもの知らず。突飛な行動でトムはおろか、保護者役のジェリーをも振り回す。幼くして、ジェリー顔負けの大食いで、剣術の扱いにも長ける。
スパイク（ブルおじさん）（Spike Bulldog）
灰色の毛皮をもつ雄のブルドッグ。トムのいる家で飼われる番犬としての登場が多く、トムとジェリーの喧嘩によく巻き込まれ、騒動になる。
作品によっては「キラー」や「ブッチ」という名前で登場することもあった。
トムが恐れている存在で、様々な事情からトムをよく目の仇にする。ジェリーとは友好関係にある場合が多いが、そのジェリーによって散々な目に遭うこともある。ごくまれに、トムと共同戦線を張ることがある。
初登場の『共同作戦』では、トムはおろか、ジェリーにも吠え付く凶暴さだったが、登場回数を重ねていく毎に性格が丸くなっていった。
途中で子供のタイクを授かっており、父親としての優しい一面が描かれることもある。ただし、彼の妻が登場したことは無い。
猛犬らしく腕っ節は強い。実力からして向かうところ敵なしのようで、唯一完敗したのは「アリの群れ」であった。
トムに棒切れなどを投げられると、飼い犬としての習性に逆らえず、無条件で取りに行ってしまうこともある。骨が大好物。

タイク（Tyke Bulldog）
スパイクの息子。『ここまでおいで』で初登場した。スパイクは「自慢の息子」と称するなど、溺愛している。
タイクに危害を加えるトムがスパイクにとって怒りの発端となるケースが多く、一方でトムをスパイクに制裁させようと工作するジェリーにとっても好都合の「武器」として扱われることが多い。
体は小さく、か弱さと甘えん坊な性格が残るが、いざという時は父譲りの強力な噛みつきでトムをやり込める。
後にスパイクとタイクは「スパイクとタイク」というスピンオフ作品で、主役を務めた。

ブッチ（Butch Cat）
黒（時に赤毛）の野良ネコ。普段は、路地裏などで生ゴミを漁りながら、貧しくも呑気に暮らしている。
悪友のトムとは、メス猫を巡って争う恋敵同士でもあるが、一緒に遊ぶこともある。自信家で喧嘩も強く、テニスが得意。
お手伝いさん（Mammy Two Shoes）
「メード」表記もある。
トムとジェリーの住む家で働く、大柄で気の強い黒人の女性。足や手しか登場せず、顔は見せない。ペチコートを何十枚も履いている。
トムとジェリーの追い掛けっこに巻き込まれては、散々な目にあっているほか、ネズミが大嫌いで、時々ジェリーにからかわれている。
イタズラしたトム（ジェリーによる濡れ衣を含む）には容赦がなく、腕力や体力はかなり強い。トムをぞんざいに扱う事が多いが、トムが良い行いをしたり、自分を助けてくれた時には、素直に感謝する。
お手伝いさんという呼称ではあるが、家でパーティーの準備をしたり『トラになったトム』では、自分の寝室を持っているなど、家主のように登場することもある。
第1作『上には上がある』から頻繁に登場していたが、全米黒人地位向上協会による「ステレオタイプな黒人描写」との批判から、1952年公開の『人造ネコ』を最後に登場しなくなった。
テレビシリーズ『トムとジェリー テイルズ』においては、白人女性の「ミセス・トゥー・シューズ」として、ほぼ同一人物が登場した。
主人夫婦
白人夫婦。お手伝いさんに代わり、トムの飼い主という役回りで登場。『忍法ネコだまし』での妻の名はジョニー。
2人の間には赤ちゃんもいるようだが、あまり登場しない。夫婦でよく外出する。
夫はイヌ好きで、妻はネコや小さい生き物が好き。ただし、それで敵対することはなくどちらも動物好きではある。一方『いそうろう』では、餌代を理由に飼っているトムとスパイクのどちらを追い出すかを巡って、騒動になる。
『トムとジェリー ショー』では、レギュラーキャラクターに昇格。夫がイヌ好き・妻がネコ好きという設定を継承しているが、夫の名はリック、妻の名はジンジャーと変更された。また、夫のデザインはスリムな体型から大柄に変更された。
魔女（The Witch）
『空飛ぶほうき』に登場。一緒に旅をするネコを探しているときにトムと出会う。トムが勝手にほうきを使ったことで、制裁を加える。
『トムとジェリー ショー』では、2人に増えたうえでレギュラーキャラに昇格し、同時にビーティ、ヒルディという名前がつけられ、姉妹という設定が追加された。

### 脇役（その他）
ミートヘッド / フランキー（Meathead Cat / Frankie）
野良ネコ。全身の毛は茶色いが頭部のみ赤毛が生えている。
『悪魔のささやき』で、ジェリーをトムと取り合うライバルとして初登場。その後は『赤ちゃんはいいな』など、トムの悪友の一匹として登場する。
トプシー（Topsy Cat）
灰色または茶色の野良ネコ。『赤ちゃんはいいな』で初登場。
ブッチたちと比べると小柄で、まだ幼い子猫であり、基本的にトムの悪友として登場する。作品によっては、敵であるジェリーと仲良くなる場合もある。
イナズマ（Lightning Cat）
オレンジ色の毛のネコ。『強敵あらわる』『土曜の夜は』『映画大会』に登場。
原語では、ライトニングという名前だが、日本語版では、イナズマという名前が付けられている。
『土曜の夜は』『映画大会』では、トムの悪友である普通の野良ネコとして登場。
『強敵あらわる』では、ジェリーを捕まえられないトムを見かねたお手伝いさんが新しく飼うことにしたペットとして登場。電光石火のごとく、高スピードで移動する能力を持つ。一見すると、かなり紳士的なネコのように見えるが、実態は自身の悪業をトムに擦り付ける腹黒いネコであった。最後は、共同戦線を張ったトムとジェリーによって、自慢の高スピードによる移動を封じられて醜態を晒すことになり、役立たずと見なされ、やられた恨みを晴らす為に申し出たトムによって追い出された。
雌猫
トムたちを誘惑しては、彼らの友情と恋仲を天秤に掛けさせる存在。
白猫の「トゥードルス（Toodles Galore）」など、複数が登場する。
雌ネズミ（トゥーツ）
灰色または薄茶色のネズミで、ジェリーを誘惑する。
『春はいたずらもの』で初登場。OVA『すくえ!魔法の国オズ』ではトゥードルと共にダンス会場におり、『トムとジェリー ショー』ではトゥードルスとケンカした。
金魚
金魚鉢などに住んでいる。ジェリーと親友であることが多い。
トムが食べようとしたこともあれば、ブッチが狙い主人に怒られることを怖れたトムが守ることもある。
アヒル（Quacker）
黄色い毛羽をもつ。“クワッカー”という名前がついた作品もある。
水鳥ながら全く泳げなかったり、トムを刷り込みによって母親と思い込んだり、トムに食べられたがったり、カモと混同してアヒルは冬になると南へ飛ぶものだと思い込んだりするなど、登場する話によってキャラクターも様々な子供のアヒル。
どの作品でもジェリーを慌てさせ、ぐちっぽくて傍迷惑な泣き虫であることが多い。また、ネコをも恐れぬ強い母親や父親のヘンリーもいる。
子ガモ
『おしゃべり子ガモ』に登場。非常にお喋りで落ち着きのないカモの子供。仲間と渡り中、トムに猟銃で羽を撃たれ墜落した所をジェリーに介抱される。
カナリア
勇敢な性格のジェリーの友達。ジェリーの危機にボウリングの球をつかんで飛ぶなど、力持ちである。
キツツキ
目にも留まらぬ速さで嘴を動かし、木製製品なら何でも粉々にしてしまうキツツキの子供。トムの持つ金属製のゴルフクラブを粉々にしたこともある。
生まれたばかりの時にジェリーを見て、刷り込みで母親と思い込んだこともあった。
アリの群れ
行進曲とともに現れる蟻。赤色の軍用ヘルメットを被っているため頭の部分が赤い。
ステーキ肉や果物・野菜・サンドイッチなど、ありとあらゆる食料品を強奪していく本作最強の掠奪部隊。
軍隊の行進の如く歩調が一糸乱れず、その集団力や団結力は誰も阻むことができない上、トムのような巨大な対象物ですら、隊列（フォーメーション）を組んで運搬してしまう。
スパイクですら勝てなかった相手でもある。
マッスル（Muscles Mouse）
『ごきげんないとこ』に登場。一部では“ミスターダイナマイト”と訳され、過去の劇場公開時は“チュー太”という名前だった。
ジェリーのいとこで、容姿はジェリーと瓜二つ。深緑色の帽子と胸部に黒のラインが入った黄色い服を着ている。ホーガンズ・アレーという通りに住む。
ネズミとは思えない怪力の持ち主で、普段から近所の野良猫達を倒す凶暴な性格。
『ごきげんないとこ』でジェリーから「トムにいじめられている」という相談の手紙を受けジェリーのもとへ向かい、こてんぱんにやられたトムは降参する。
OVA『魔法の指輪』では、ニブルスやジェリーをいじめる悪いネズミの“フレディ”として登場している。
ジョージ（George）
トムのいとこ。『なにがなんだかわからない』に登場。
容姿はトムに瓜二つだが大のネズミ恐怖症で、気が弱い。トムと勘違いされたジェリーに幾度と無く怖がらせられるが、トムの作戦でが分身したように見せかけ、パニックになったジェリーを退治する。
アンクル・ペコス（Uncle Pecos）
ジェリーの叔父で、ギターを弾きながら歌う歌手。
『ひげも使いよう』に登場。テレビ出演のためテキサスからやってきた。
度胸と豪腕の持ち主で、演奏中によく弦を切るため、トムのヒゲを弦として欲しがり、嫌がるトムを追い回す。
『トムとジェリー テイルズ』ではスピナーという人間の妻がいる。
ワシ
『可愛い花嫁さん』に登場。トムのジェリーを挟んだサンドイッチを盗み奪い合いになる。女装したトムをメスのワシと勘違いして追いかけ回す。
ライオン
『逃げて来たライオン』に登場。サーカスから逃げてきた気の弱いライオンで、アフリカのジャングルに帰りたがる。
オットセイ
『可愛い逃亡者』に登場。サーカスから逃げ出したオットセイ。ジェリーと友達になる。鼻の上でトムをくるくる回すことができる。魚が好物。
白いネズミ
『恐怖の白ネズミ』に登場。研究所で飼われていた、新型爆弾を食べたネズミ。強い衝撃を受けると大爆発するらしい。ジェリーが変装をしてトムを恐怖に陥れる。
ジャンボ
『ジェリーとジャンボ』に登場。列車から転げ落ちてトムの家に入り込んだ子ゾウで、ジェリーと仲良くなる。
母とともに全身にペイントを施して巨大ネズミに変装し、ジェリーと何度も入れ替わってトムを大いに混乱させた。
クマ
『ダンスは楽し』に登場。サーカスから逃げてきた熊。
人を襲う事はないが音楽を聴くと寄って来て誰かと踊り出す癖があり、ジェリーはその癖を逆用し、トムに追い詰められるたびに音楽を流してクマを呼び寄せトムとダンスをさせた。
ジェニー（Jeannie）
ベビーシッターで金髪をポニーテールにしている少女。一部の話では“ジミー”や“ジニー”とも呼ばれている。
依頼主の夫婦が出かけると、子守りそっちのけで友人との電話に夢中となり赤ん坊のことを忘れてしまう上、赤ん坊が体の上に乗っていることにも気付かない。更には、ベビーベッドやベビーカーから出る赤ん坊を連れ戻すトムとジェリーが悪戯しようとしてると勘違いしては、トムを赤ん坊いじめとして散々しばき上げて罵る。
『赤ちゃんは知らん顔』では、挙げ句の果てに警官に対し、「自分はほんの一瞬目を離しただけ」などと言って鵜呑みにさせ、トムとジェリーを誘拐の現行犯として誤認逮捕させた。
赤ちゃん
ジェニーがベビーシッターをする男児。
ジェニーが電話へ夢中になるたびに、ベビーベッドから出てどこかへ行こうとする
『赤ちゃんは知らん顔』ではトムとジェリーを巻き込み大騒動を繰り広げ、挙げ句に二匹が誘拐の現行犯として警察に誤認逮捕された後も、再びベビーカーから出て、何処ともなくハイハイして去っていった。
短気おやじ（Clint Clobber）
『自慢のバーベキュー』などジーン・ダイッチ期の作品に多く登場する坊主頭の肥満体の中年男性。
ジェリーのいたずらを何でもトムのせいだと勘違いしては、顔を真っ赤にして殴ったり虐待行為をする。
ブル公（Tiny Bulldog）
『逃げろや逃げろ』などチャック・ジョーンズ期の作品に多く登場し、スパイクのような役回りを持つブルドッグ。
スパイクと違い、黒耳と身体が黄色なのが特徴。
『忠犬ブル公』『夢よもう一度』では、ジェリーよりも体が小さいブル公が登場。トムの掌にも乗ってしまうが、その小ささからは想像もつかないパワーを誇る。
サメ
『水兵さんも楽じゃない』などチャック・ジョーンズ期の作品に多く登場するサメ。凶暴かつ極めて執念深い性格。
マーリン（Merlin Mouse）
『魔術師ネズミ』に登場。ジェリーのいとこの魔術使いで、ジェリーを捕まえようとして来たトムを魔術で翻弄したりした。
ドルーピー（Droopy）
常に少し眠そうな表情をした犬（バセットハウンド）。
元は同じMGMによる別作品（テックス・アヴェリー作品）のキャラクターだが、『仲直りはしたものの』にてポスターとしてカメオ出演した。
『トムとジェリー大行進』以降は複数の作品で共演。立ち位置が味方か敵かは作品によって異なる。
スパイク / ブッチ
間抜けだが欲深いブルドッグ。
ドルーピーと同じく元は別作品のキャラクターだが、OVA『魔法の指輪』などワーナー・ブラザース・アニメーション制作の長編作品や「トムとジェリー ショー」に登場。
バーベラ死後の作品では名前がブッチで固まった。

## 日本語吹き替え
1960年代（ジーン・ダイッチ期）までの作品は、吹き替えがこれまでに複数製作されている。
- 1964年、日本初公開となったTBS放送時にトランスグローバルによって製作された（以下：TBS版）。
  - 独自演出により、アドリブに近い形で原語より台詞が多い作品が複数ある。また、ほぼすべての作品で独自にナレーションを追加している。
- 1987年、ヘラルド・ポニー版から一部の回がVHS発売された際、新たな吹き替えが製作された（以下：ヘラルド・ポニー版）。
- 1995年、全3巻のレーザーディスク（後に全20巻のVHS）で発売することになった際に、再び新たな吹き替えが製作された。
  - 第1巻（VHS：1巻 - 7巻）のみ、権利元の意向でアメリカ本国でキャスティング・製作されたものが収録（以下：現行ソフト1）。
  - 第2巻（VHS：8巻 - 20巻）以降は日本で製作されたものが収録となり、テレビシリーズや既成のビデオ・LDにより近いキャスティングが行われた（以下：現行ソフト2）。

以降に発売されたDVDなど、現在流通している吹き替えは現行ソフト1・2のものを使用しており、（MGMおよびターナー・エンターテイメント作品を含む）ヘラルド・ポニー版および現行ソフト1・2の版権は、現在ワーナー ブラザース ジャパンが担当している。
上記のLD以降に発表された新作は、基本的に現行ソフト2のキャストで統一。ただし、それ以前に発表されたテレビシリーズ2作に関しては、独自のキャスティングが行われている。
| 媒体／役                      | トム                                 | ジェリー            | タフィー              | スパイク                          | ブッチ                            | お手伝いさん | 主人              | 婦人                                  | 魔女                | ナレーション |
| ----------------------------- | ------------------------------------ | ------------------- | --------------------- | --------------------------------- | --------------------------------- | ------------ | ----------------- | ------------------------------------- | ------------------- | ------------ |
| テレビ （TBS版）              | 八代駿                               | 藤田淑子 荘司美代子 | 藤田淑子              | 北村弘一                          | 鹿島信哉                          | 荘司美代子   | 小林清志          | 不明                                  | 谷幹一              |              |
| TVシリーズ （大行進）         | 高橋和枝                             | 太田淑子            | 未登場                | 未登場                            | 未登場                            | 未登場       | 未登場            | 未登場                                | 未登場              | 植木等       |
| TVシリーズ （キッズ）         | 高木渉                               | ならはしみき        | 不明                  | 徳丸完 渡部猛                     | 未登場                            | 未登場       | 未登場            | 未登場                                | 不明                | 未登場       |
| ソフト （ヘラルド・ポニー版） | 肝付兼太                             | 堀絢子              | 無し                  | 滝口順平 緒方賢一 玄田哲章        | 玄田哲章                          | 不明         | 納谷六朗          | 滝沢久美子                            | 無し                | 納谷六朗     |
| 長編第1作 （大冒険）          | 堀内賢雄                             | 堀絢子              | 未登場                | 未登場                            | 未登場                            | 未登場       | 未登場            | 未登場                                | 未登場              | 未登場       |
| 現行ソフト1                   | ダン小路                             | チマ                | 無し                  | 三沢郷                            | ダン小路                          | チマ         | 戸田年治          | チマ                                  | 未登場              | 戸田年治     |
| 現行ソフト2以降               | 肝付兼太 ↓ 佐藤せつじ （2016年以降） | 堀絢子              | 小桜エツコ 前田ゆきえ | 宝亀克寿 島香裕 ↓ 飯島肇 三宅健太 | 宝亀克寿 石野竜三 西村朋紘 青山穣 | 片岡富枝     | 坪井智浩 武田幸史 | 加藤優子 田中敦子 滝沢ロコ ↓ 加藤悦子 | 滝沢ロコ 定岡小百合 |              |
| ｗ                            | あらたけめぐみ                       | 米倉あや            | 田中瑛梨              | 未登場                            | 未登場                            | 未登場       | 未登場            | 未登場                                | 未登場              | 未登場       |

- 雌猫（トゥードル他）：荘司美代子（TBS版）→津村まこと／岡村明美（現行ソフト） →山田みほ（ショー）
- アヒル：荘司美代子（TBS版）→岡村明美／南央美（現行ソフト）→坂本千夏（ショー）
- カナリア：荘司美代子（TBS版）
- 子ガモ：大谷育江（現行ソフト）
- 短気おやじ：北村弘一（TBS版）島香裕（現行ソフト）
- ジェニー：藤田淑子→荘司美代子（TBS版）→大谷育江（現行ソフト）
- ジョージ：荘司美代子（TBS版）→八代駿（現行ソフト）
- マッスル：荘司美代子（TBS版）→飯塚昭三（ヘラルド・ポニー版）→斎藤志郎（OVAなど）
- ペコス：鹿島信哉（TBS版）→辻村真人（現行ソフト）→中博史（テイルズ以降）
- ライオン：北村弘一（TBS版）→緒方賢一（ヘラルド・ポニー版）
- ワシ：鹿島信哉（TBS版）

### スタッフ
| -            | TBS版              | ヘラルド・ポニー版 | 現行ソフト1 | 現行ソフト2                           |
| ------------ | ------------------ | ------------------ | ----------- | ------------------------------------- |
| 演出         |                    |                    |             | 木村絵理子                            |
| 翻訳         | トランスグローバル | 岩本令             | 岩本令      | 杉田朋子 桜井裕子 小寺陽子 野口尊子   |
| 調整         |                    |                    |             | 阿部佳代子                            |
| 編集         |                    |                    |             | オムニバス・ジャパン                  |
| プロデュース |                    |                    |             | 今村敬三 （ワーナー・ホーム・ビデオ） |
| 制作         | トランスグローバル | 東北新社           | 東北新社    | ワーナー・ホーム・ビデオ 東北新社     |

## 歴史・解説
本項目では、1960年代までに公開された以下の短編作品群の概要に関しても記載している。
- ハンナ＝バーベラ期（1940年 - 1958年）
- ジーン・ダイッチ期（1961年 - 1962年）
- チャック・ジョーンズ期（1963年 - 1967年）

各作品の詳細や以降の作品に関しては、それぞれの記事を参照。

### 誕生の背景

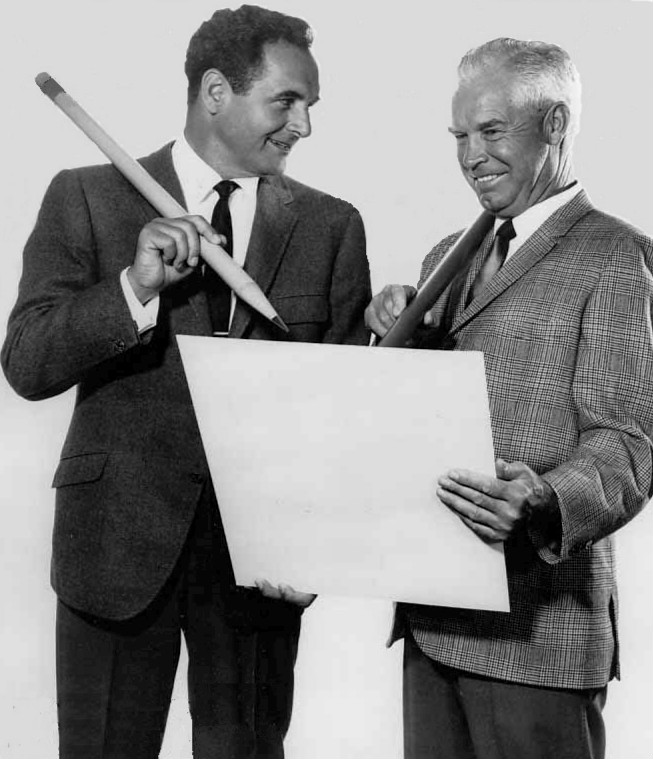
ジョセフ・バーベラ (左) と ウィリアム・ハンナ（右）

1930年代後半、当時アメリカのアニメーション（カートゥーン）分野ではウォルト・ディズニー・プロダクションとフライシャー・スタジオの2社がしのぎを削っており、他の映画会社が負けじとカートゥーンを手掛けはじめていた。
当時ハリウッド最大のスタジオであったメトロ・ゴールドウィン・メイヤー（以下：MGM）も例外ではなく、1937年にアニメーション部門（MGMカートゥーン・スタジオ）を設立。責任者となったフレッド・クインビー主導よる人材探しが行われ、同年までにウィリアム・ハンナとジョセフ・バーベラが他社からスカウトされ入社した。
設立後、複数の作品が製作されたものの失敗に終わり、スタジオは常に不安定な状況であった。そんな中、アニメーターとして雇われていたバーベラは、自らの手で新しいカートゥーンを創るべくハンナとチームを組み、ネコとネズミを主役にした話を思いつく。他のスタッフや同僚からは「ネコとネズミなんて陳腐な題材から、どれほどバラエティ豊かな作品が出来るんだ？」と嘲られ冷笑されたが、二人は「少なくとも、スタジオの他の誰よりも酷い作品を作ることはないだろう」と考え、クインビーにアイデアを持ち込む。クインビーは関心を示さなかったものの、1作のみという条件で短編アニメーションの制作を許可した。
1940年2月10日、第1作目となる『上には上がある』が公開。トムは「ジャスパー（Jasper）」、ジェリーは「ジンクス（Jinx）」という名前であり、外見もより本物のネコとネズミに近いなど以降と異なる部分があったが、本作ですでに「猫とネズミの追いかけっこを描いたドタバタギャグ」という現在まで続く作風を確立していた。また、この頃の短編アニメは、アメリカの映画館でニュース映画や予告編とともに実写映画の前に前座として上映されていたものだったため、子どものみならず大人も楽しむために作られた。
作品はヒットしたものの、クインビーは「1つの籠に卵を全部入れたくない」との理由でハンナ＝バーベラに「これ以上ネコとネズミの話は作らないように」と指示。二人は不本意ながら、他のアニメ製作に焦点を当てることとなる。しかし、テキサス州の大物劇場経営者であるベッサ・ショートがクインビーへ「我々は、いつになったらあのネコとネズミの話の新作を上映できるのか」と尋ねる手紙を送ったことで状況は一変。シリーズ化が決定した。
シリーズ化に伴いキャラクターの名前も変更されることとなり、スタジオ内でコンペを開催した結果、アニメーターのジョン・カーのアイデアで「トムとジェリー」になった。この名前に関して、バーベラは後に「特に感銘を受けることはなかったが、これくらい単純な名前の方が観客も覚えやすいだろうという結論に達した」と述べている。
この直後、ハンナがMGMから離れようとする事態が発生。ハンナは入社以前、ルドルフ・アイジング（MGMと外部契約を結び『上には上がある』のプロデューサーも務めた）のスタジオで働いており、アイジングには忠誠を誓うほど慕っていたため、悩んだ末に彼のもとへ戻ろうとしたのである。だが、クインビーはアイジングと対立関係にありハンナという才能も手放したくなかったため、これを機にバーベラを含む三人で話し合いを行った結果、ハンナ＝バーベラ監督、クインビー製作による『トムとジェリー』製作班がスタジオ内に独立して立ち上げられることとなった。
クインビーは元から作品内容に一切干渉しない性格だったため、「君たちは君たちのやり方でやりなさい」と二人に告げた。自由な創作環境を与えられたハンナ＝バーベラは、シリーズの製作に力を注ぐと同時に、生涯にわたるパートナー関係を築くこととなる。

### ハンナ＝バーベラ期
1940年から1958年まで製作。全作がテクニカラー作品。アカデミー賞受賞・ノミネート作品が多く並ぶ。全114作。
フルアニメーションと呼ばれる動きのなめらかな作画が特徴である。また、徐々にテックス・アヴェリーの作品に触発されており、テンポが速くエネルギッシュでドタバタ要素の強い作風となっている。キャラクターデザインも徐々に変化し、ハンナとバーベラいわく「優雅に年を重ねる」ようにしたという。
メインスタッフは、上述の経緯から監督がハンナ＝バーベラ、製作がフレッド・クインビーで長年固定された。1955年公開の『素敵なママ』以降はクインビーの定年退職に伴い、ハンナ＝バーベラが製作も兼任している。クレジットでハンナの名前が先に来るのは、コイントスの賭けでハンナが勝ったからといわれている。
音楽は、一作を除きスコット・ブラッドリーが担当。映像のあらゆる細かい動きにタイミングを合わせてふさわしい音楽を付けていくという、緻密な構成を備えたフルオーケストラ曲をそれぞれの作品のために書いている。同じ作品内でも場面によってジャズ風からクラシック風まで曲調がめまぐるしく変化する独特の伴奏音楽は、この時期の作品群の大きな魅力の一つである。
ディズニー作品に対抗意識を持って作られた一種のディズニー短編へのパロディ作品が複数ある。第二次世界大戦時の作品には『勝利は我に』など戦時色（国威発揚）の濃い作品も見受けられ、ヒトラーらの枢軸国側を揶揄する表現も登場する。
製作予算は基本が50,000ドル（当時）ほど。通常の制作期間は約6週間で、その方法は当時の典型的なものであった。事前にスクリプトは用意せず、ハンナ＝バーベラの二人でアイデアを思いついた後、バーベラは絵コンテを描くことで物語を具体化、キャラクターデザインとレイアウトを提供していた。ハンナはアニメーションのタイミング調整を担当。アクションが発生するタイミングなど場面と音楽が合うよう1カットの秒数などを計画後、アニメーターにシーンを割り当て作画作業を監督した。ちなみに、ハンナはトムの叫び声をはじめ多くの役で声優として出演もしていた。
オープニングは実写映画と同様に「レオ・ザ・ライオン」であり、アニメ作品に使われるもの（下に“CARTOON”の文字が入る）が使用された。その後、タイトルカード、サブタイトルカード、クレジット1、クレジット2が表示され本編となる。エンドカードは、基本は赤地に筆記体で「The End」の立体金文字の統一デザインとなっている。エンドカードの統一デザイン化以降、実写映画の著作権表記とエンドカードに入るMGMの社章は入らない。
1950年代になると、テレビの普及と撮影所システムの崩壊でMGMの経営は傾き始め、本作も予算は削られた。しかし人気は依然高かったことから、MGMは当初、それまでスタンダードサイズからシネマスコープ化して対抗しようとした（第一弾は1954年『いそうろう』）。だが、MGMは旧作の再公開のほうが新作よりも儲かる事実に気付いたことで、1957年にアニメーション部門の閉鎖を決定。1958年8月公開の『赤ちゃんは知らん顔』が最後となった。ハンナとバーベラはMGMを去って独立し、ハンナ・バーベラ・プロダクションを設立する。

### ジーン・ダイッチ期
1961年、MGMは新作の再開を決定。チェコスロバキアの首都プラハに拠点を置くレンブラント・フィルムと契約して、ジーン・ダイッチ監督、ウィリアム・L・スナイダープロデュースによる短編シリーズを1961年から1962年まで製作した。メトロカラー作品。全13作。
ダイッチは当初、本作のファンではなく「不必要に暴力的」だと考えていた。しかし、製作を始めると彼はすぐ「観客は誰も“暴力”を真剣に受け止めていない」「これは誇張された人間の感情のパロディーだ」と気付き、考えを改めたという。ほとんどの作品の脚本はダイッチ自身によって書かれた。順調に製作は行われたが、1962年に制作責任者のジョー・ヴォーゲルがMGMから解雇されたことを機に、契約・シリーズも終了となった。
この時期のオープニングは実写映画と同じ「レオ・ザ・ライオン」で始まり、タイトルカード、サブタイトルカード、クレジットとなる。BGMは『ごきげんないとこ』で使われたものを流用。後にTBS版で使われる統一版となる（ただし『やきもちやき』はトムとジェリーのテーマのスティールパンアレンジとなり、『新カルメン物語』のみ、カルメン序曲となる）。
スタッフは、オリジナル（ハンナ＝バーベラ期）の短編を一部しか見たことがない状態で製作。予算は通常が10,000ドル（当時）と厳しいもので、ハンナ＝バーベラ期と比較するとアニメーションの動きはぎくしゃくしており、撮影にはモーションブラーが多用された。後年にはこれがシュルレアリスティックと評されたこともあるが、これは本来の意図でなかったという。背景の作画は単純化され、アール・デコ風のスタイルとなった。音楽は電子音楽を多用している。
この期は冷戦の影響を大きく受けている。シリーズ中で数少ない、ラストに「メイド・イン・ハリウッド、USA」が付いていないシリーズだが、これはスタジオが当時アメリカと敵対関係にあった東側諸国のチェコスロバキアに所在したためである。また、スタジオ所在地もクレジットからは完全に省略され、チェコ出身のスタッフ名はローマ字読みに変換された。
ハンナ＝バーベラ期と比べ厳しい条件で作られた作品群だが、商業的には成功。製作した1961年と1962年はその年において最高の興行収入を上げた短編アニメ映画シリーズとなり、約16年間その地位にいたルーニー・テューンズを打ち負かした。
後年には否定的な意見もあり、ダイッチは「チームの経験不足と低予算のために成功するチャンスはほとんどなかった。批判もよく理解している」と述べる一方、「『もっとよくできたはず』ともいわれるが、これは1960年代初頭の作品ということを理解してほしい」という趣旨のコメントもしている。なお、一部のファンからは、その独特のシュールな作風が高く評価されている。

### チャック・ジョーンズ期
ダイッチ製作分の最後の1本が公開されたあと、MGMは『ルーニー・テューンズ』などで名高かったチャック・ジョーンズを起用し、1963年から1967年まで34本の短編を製作した。メトロカラー作品。
ジョーンズは当時、1933年から30年在籍したワーナー・ブラザースのアニメーションスタジオを辞し、自らのスタジオである「シブ・タワー・12プロダクションズ」をレス・ゴールドマンと立ち上げたところだった。そのため、すべての作品にジョーンズの独特のスタイルが反映され、同時期のサイケデリックブームの影響も見られることが特徴的である。
ジョーンズは、トムとジェリーのブランドに自分のスタイルを当てはめようとした。ストーリーラインやキャラクターの個性はあまり変わらないが、トムの眉毛が太くなるなどキャラクターデザインが大きく変わった。
この期には音楽担当が3人おり、話の雰囲気や制作時期などに応じてユージン・ポダニー、ディーン・エリオット、カール・ブラントが起用されている。ポダニーは弦楽器や管楽器を中心とした明るめでメロウな曲調を、エリオットはブラスが幅を利かせた、時に軽快、時に激しい曲調の楽曲を、ブラントは金管や木管を基調としたジャズおよびロックンロール調の楽曲を得意としており、3人それぞれ強い個性を放っているが、音楽と映像がシンクロした繊細かつ流麗な劇伴音楽を書くという意味では共通している。
オープニングは以前の作品と同じ「レオ・ザ・ライオン」が使われているが、ライオンの登場する部分には後半になるとトムが現れ、それがそのままTOMの“O”になり、そのあとJERRYの“Y”の上にジェリーが降りてくる、という特殊形態となっている。。この後、サブタイトルカード、クレジット1、クレジット2となり『ルーニー・テューンズ』と同じフォーマットが採られた。
ここまでに紹介した作品は、劇場用に作られたため上映時間が6分から9分の間で一定しない。

### テレビ放送の開始（アメリカ）
1965年以降、ハンナ＝バーベラ期の作品がCBSで放映され人気を博した。1本目はトムとジェリーの作品、2本目はドルーピーまたはクマのバーニーの作品、3本目はトムとジェリーの作品という構成であった。一部の作品では「話の途中で暗転し、コマーシャルに入り、終わると続きが始まる」というものがあった。1945年の作品は放送されていない。いくつかの作品は修正が行われ、一部の差別的、暴力的とされたシーンも編集で削られており、「こわいお手伝いさん」や「南の島」なども放送されなかった。（#論争を参照）、1972年まで放送した。放映された作品は、メリー・クリスマス、共同作戦、楽しいボーリング、命の恩人、猫はやっぱり猫でした、捨てネズミ、仲間割れ、変な魚釣り、ピアノ・コンサート、あべこべ物語、海のバカンス、透明ネズミ、なかよし、仲良し同盟、強敵あらわる、やんちゃな生徒、お掃除はこうするの、いたずらきつつき、海の底はすばらしいなど。
1975年、テレビシリーズ『新トムとジェリー』がABCにて約1年間放送。MGMとハンナ・バーベラ・プロダクションの共同制作で、再びハンナとバーベラが製作にあたることになった。テレビの暴力描写の規制のため、トムとジェリーが喧嘩をせず一緒に冒険に出るなどストーリーは大きく変わった。これ以降の短編作品群はテレビでの放送を考慮して収録時間がきっちり7分となった。
1980年には『The Tom and Jerry Comedy Show』の題でテレビ向けに短編作品群が制作され、1983年までCBSで放送された。日本では『トムとジェリー大行進』内で放送。これが、MGMで制作された最後の作品となった。

### ターナー傘下へ・MGM時代の終了
1986年、CNN創業者テッド・ターナーがMGMを一時的に買収し、「トムとジェリー」の権利もターナー・エンターテインメントの手に移った。それにより、以後のシリーズはターナー・ブロードキャスティング・システム系列の会社で製作されるようになった。以降、ハンナとバーベラは「エグゼクティブ・プロデューサー」として死去するまですべての作品に関わるようになった。
1990年、当時の「クラシックなトゥーンキャラを大人から子供に変えて再利用する」という風潮に伴いトムとジェリーも子供バージョンが作られ、テレビシリーズ『トムとジェリーキッズ』がハンナ・バーベラ・プロダクションとターナー・エンターテインメントの製作で放送。
1992年、初の劇場版長編作品となる『トムとジェリーの大冒険』が公開。
1996年、ターナーがワーナーメディア（タイム・ワーナー）に買収されたため、以降の作品からMGM表記が完全に消滅し、ワーナー・ブラザース作品となった。

### ワーナー・ブラザース時代以降
2000年、生誕60周年記念として、約34年ぶりとなる短編作品『ザ・マンション・キャット』が公開。タイム・ワーナーとハンナ・バーベラ・プロダクションの共同制作。シリーズ初のデジタル製作で、以降の作品はすべてデジタル製作となった。日本ではカートゥーン ネットワークで2001年4月20日に初放送。
2002年、初のOVA長編作品である『トムとジェリー魔法の指輪』が発表。前年に死去したウィリアム・ハンナの遺作となった。この作品以降、アニメ制作はワーナー・ブラザース・アニメーションが行っている（ワーナー傘下となっていたハンナ・バーベラ・プロダクションは2001年にワーナー・ブラザース・アニメーションに併合された）。
2005年、空手を題材とし、劇場用短編作としては現時点で最終となる『ザ・カラテ・ガード』が公開。アニー賞ノミネート。日本ではカートゥーン ネットワークで2006年1月27日に初放送。
2006年、テレビシリーズ『トムとジェリー テイルズ』がCWテレビジョンネットワークで放送。約30年振りに短編作品群の製作を再開した。全作品デジタル・ハイビジョン製作。この作品では、バーベラがエグゼクティブ・プロデューサーおよび一部作品の脚本を担当している。
2007年、OVA長編作品5作目となる『トムとジェリーのくるみ割り人形』を発表。前年に死去したジョセフ・バーベラの遺作となった。以降、ハンナ＝バーベラは「キャラクター創造」としてクレジットされている。
2014年、『トムとジェリー テイルズ』以来8年ぶりの短編作品シリーズ『トムとジェリー ショー』がカートゥーン ネットワークで放送された。2016年からはシーズン2（日本では『もっと！トムとジェリー ショー』と改題）が始まり、2021年まで続いた。同年には、OVAでは初となる短編作品『サンタの小さなお手伝いさん』が発売された。
2021年、劇場版長編第2作『トムとジェリー』が公開。本作は人間の関係を描いており、先に撮影された実写映像にアニメーションを合成する形で制作され、日本では2021年3月19日に劇場公開された。

## 日本での展開
1964年のテレビ放送で初公開後、様々なメディア展開が行われている。
2020年に日本リサーチセンターが行った「第7回NRC全国キャラクター調査」では、91%の高い認知度を記録。ファンの年齢層も幅広く、「3世代キャラクター」と呼ばれることもある。

### テレビ放送（TBS版）
1964年5月13日から1966年9月27日まで、TBS系列で放送された。サンスターシオノギ（サンスター歯磨＝現：サンスター）の一社提供。配給と吹き替え制作はトランスグローバル。開始当初はモノクロでの放送だったが、1964年8月26日からカラー放送へと移行した。
チャック・ジョーンズ期（一部）までに公開された作品を放送。最初に放送されたのは「白ネズミは人気者」、「くたびれもうけの魚釣り」、「ワルツの王様」であった。吹き替えにナレーターとして谷幹一を起用したり、各作品のオープニングはオリジナルで作成したものに統一するなど独自の編集が施されている。放送終了後も長期にわたり、全国の地方局などで再放送されていた。
1971年以降の再放送では、30分の放送枠内で『トムとジェリー』を2作品放送し、その2本の間にテックス・アヴェリー作品をはじめとする他のキャラクターを主人公としたアニメーション（通称「真ん中の話」）が1作品挿入されて放送するという放送形態になった。挿入された作品はこちらを参照。
主題歌はエンディングに使用。オープニングは実写のライオンとタイトルを使用、サンスターのCMソング『ペンギンさん』（歌：いしだあゆみ）をBGMに使用した。
1990年頃に版権がトランスグローバルから権利元のターナー・エンターテインメント（当時）へ返還されたため、以降は再放送が行われずソフト化もされていない。また、それに伴い使用された吹き替えも公式な手段では視聴できない状態となっている。ただし、主題歌は引き続き使用されており、各作品の邦題もこの時のものを流用している。

#### 放送局
初回放送のみ記載。日本テレビ系列の青森放送、秋田放送、山形放送、北日本放送、および放送当時は日本テレビ系列単独加盟だった福井放送以外は当時TBS系列。
| 放送地域   | 放送局       | 放送日時           | 備考                                     |
| ---------- | ------------ | ------------------ | ---------------------------------------- |
| 関東広域圏 | TBS          | 水曜 19:30 - 20:00 | 制作局                                   |
| 北海道     | 北海道放送   | 水曜 19:30 - 20:00 |                                          |
| 青森県     | 青森放送     | 日曜 18:00 - 18:30 |                                          |
| 岩手県     | 岩手放送     | 水曜 19:30 - 20:00 |                                          |
| 秋田県     | 秋田放送     | 金曜 18:15 - 18:45 |                                          |
| 山形県     | 山形放送     | 水曜 18:15 - 18:45 |                                          |
| 宮城県     | 東北放送     | 水曜 19:30 - 20:00 |                                          |
| 福島県     | 福島テレビ   | 水曜 19:30 - 20:00 | 当時はオープンネット。                   |
| 新潟県     | 新潟放送     | 水曜 19:30 - 20:00 |                                          |
| 長野県     | 信越放送     | 水曜 19:30 - 20:00 |                                          |
| 静岡県     | 静岡放送     | 水曜 19:30 - 20:00 |                                          |
| 中京広域圏 | 中部日本放送 | 水曜 19:30 - 20:00 |                                          |
| 富山県     | 北日本放送   | 日曜 18:00 - 18:30 |                                          |
| 石川県     | 北陸放送     | 水曜 19:30 - 20:00 |                                          |
| 福井県     | 福井放送     | 日曜 19:30 - 20:00 |                                          |
| 近畿広域圏 | 朝日放送     | 水曜19:30-20:00    |                                          |
| 岡山県     | 山陽放送     | 水曜19:30-20:00    | 当時の放送免許エリアは岡山県のみ。       |
| 島根県     | 山陰放送     | 水曜19:30-20:00    | 当時の放送免許エリアは島根県のみ。       |
| 広島県     | 中国放送     | 水曜19:30-20:00    | 1967年まではラジオ中国。                 |
| 福岡県     | RKB毎日放送  | 水曜19:30-20:00    |                                          |
| 長崎県     | 長崎放送     | 水曜19:30-20:00    |                                          |
| 熊本県     | 熊本放送     | 水曜19:30-20:00    |                                          |
| 大分県     | 大分放送     | 水曜19:30-20:00    |                                          |
| 宮崎県     | 宮崎放送     | 水曜19:30-20:00    |                                          |
| 鹿児島県   | 南日本放送   | 水曜19:30-20:00    |                                          |
| 琉球政府   | 琉球放送     |                    | 当時はまだアメリカ合衆国の統治下だった。 |

### テレビ放送（その他）
1970年代後半、『新トムとジェリー』がNET系列で放送。再放送は度々行われたがソフト化はされていない。なお、日本で1992年にビデオ発売された「新トムとジェリー」は『トムとジェリーキッズ』のビデオ化であり、本作とは別物。
1980年から1981年には、日本テレビ系列『木曜スペシャル』で『おかしなおかしな トムとジェリー 大行進』として単発で放送。ここでは、TBS版で放送されず当時未公開だったチャック・ジョーンズ期の作品も放送。その後、同じく日本テレビ系列で1981年から1982年までレギュラー番組として『トムとジェリー大行進』を放送した。ここまでの作品は、すべてトランスグローバルが配給を行っている。
2000年10月1日から2001年6月24日までは、日曜日の7:00から7:30にテレビ東京系列で『トムとジェリーとゆかいな仲間』が放映。配給はワーナー・ブラザース テレビジョンとアサツー ディ・ケイ（現：ADKマーケティング・ソリューションズ）。主題歌はTBS版で使われた「トムとジェリー」をそのまま使用している。放送形態が特殊で、1話目と3話目が『トムとジェリー』で、2話目に『トゥイーティー』が挿入されたり、1話目のみが『トムとジェリー』で、2話目が『チキチキマシン猛レース』で3話目が『偉大なるケンケン劇場』（Magnificent Muttley）だったり、また3話総てが『トムとジェリー』だったこともある。番組冒頭のナレーション（ナビゲーター）は長浜満里子が務めた。
以降、各地方局などでレギュラー番組として再放送される際は、ソフト収録された吹き替えを使用し、チャック・ジョーンズ期までの作品を編成したものが放送されている。配給はワーナー・ブラザース テレビジョンが担当。また、OVA作品は単発で放送されることがある。その他テレビシリーズに関しては、各作品の項目を参照。

### カートゥーン ネットワークでの放送
アニメ専門チャンネルのカートゥーン ネットワークでは、開局当時から頻繁に放送を行っている。放送プログラムはランダムで、DVD未収録作品も放送されるほか、吹き替えが入らない作品もまれにある。
2010年6月1日からは生誕70周年を記念してフィルム製作の作品はHDリマスター版で放送されている。
2005年に放送された『トムとジェリーの大冒険』以降、不定期で長編作品とOVAも放送している。
| TBS系列 水曜19:30 サンスターシオノギ一社提供枠 【当番組のみアニメ、当番組までTBS制作枠】 | TBS系列 水曜19:30 サンスターシオノギ一社提供枠 【当番組のみアニメ、当番組までTBS制作枠】 | TBS系列 水曜19:30 サンスターシオノギ一社提供枠 【当番組のみアニメ、当番組までTBS制作枠】 |
| 前番組                                                                                   | 番組名                                                                                   | 次番組                                                                                   |
| ---------------------------------------------------------------------------------------- | ---------------------------------------------------------------------------------------- | ---------------------------------------------------------------------------------------- |
| アラカザンの魔法 (The Magic Land of Allakazam) ※ここまでドラマ                           | トムとジェリー                                                                           | てんてこ漫遊記 ※再びドラマ、ここからABC制作                                              |
| テレビ東京系列 日曜7:00枠                                                                |                                                                                          |                                                                                          |
| 知ってる介!護 ※7:00 - 7:25 2000年4月より 土曜10:00枠から移動 TXN HOTテレビ ※7:25 -       | トムとジェリーとゆかいな仲間                                                             | パワーパフガールズ（26話 - 49話） ※水曜18:30から移動                                     |

### 劇場公開
1964年、ハンナ＝バーベラ期の作品から11作をまとめて『トムとジェリーの大行進』の題で劇場公開した。配給は松竹映配。
1985年公開の『サンタクロース』などで併映作としてハンナ＝バーベラ期の作品が公開されている他、長編映画2作が劇場公開されている。
2016年、OVA長編作品13作『トムとジェリー すくえ！魔法の国オズ』がローソン、HMVにてDVD独占先行販売され、ユナイテッド・シネマとシネプレックスにて劇場公開（独占記念上映）された。興行収入は1320万円。翌2017年には、OVA長編作品14作『トムとジェリー 夢のチョコレート工場』も劇場で公開される予定だったが、諸事情により中止となった。同作には、ゲスト声優として横山だいすけが出演している。

### ホームメディア
1987年以降、日本では数多くのソフトがリリースされている。本項では、チャック・ジョーンズ期までの短編作品を中心に記載。新作などそれ以外の作品は各作品の項目を参照。
アニメフェスティバル
1987年から1990年にかけて、『トムとジェリー アニメ・フェスティバル』の商品名でVHSがヘラルド・ポニーから発売。全5巻。
1990年にはレーザーディスクでも発売。
傑作選のような形態で、チャック・ジョーンズ期までの作品から抜粋して収録。邦題は、ほとんどがオリジナルのものに変更されている。
ハンナ＝バーベラ期の作品（『台所戦争』など）は、CBS放映時に不適切な描写を修正したものが収録。
スペシャルBOX
1995年から1998年にかけて、『トムとジェリー スペシャルBOX（Cartoon Festival）』の商品名でレーザーディスクがワーナー・ホーム・ビデオから発売。全3巻。
レーベルに関しては、Vol.1・Vol.2がMGM/UAファミリー・エンターテイメント、Vol.3がMGMファミリー・エンターテイメントになっている。
チャック・ジョーンズ期までの作品をほぼ全作（ジーン・ダイッチ期を除く）収録。ただし、「パパは強いな」「赤ちゃんは楽だね」「みーちゃったみーちゃった」「必殺ネズミ取り」など一部作品および日本未公開リメイク作品は未収録。
ハンナ＝バーベラ期の作品における不適切な描写を指摘される恐れのある部分はカットや修正が少なく、オリジナルもしくはそれに近い状態で収録。
映画評論家の森卓也が監修を務めており、彼による作品解説シートが同梱されている。
同時期には、映像ソースをはじめ同じ仕様のVHSも発売された。全20巻。商品名は『トムとジェリー』のみ。これは後に、パッケージを変更した新装版も発売している。
ドルーピーといっしょ
1999年、『トムとジェリー ドルーピーといっしょ』が発売。レーザーディスクは全2巻。VHSは全4巻。
上述の『スペシャルBOX』とVHSで未収録だったジーン・ダイッチ期の作品（「猫はワンワン犬はニャーオ」など）を収録したもの。
テレビ放送（TBS版）を意識し、ドルーピー作品も収録。また、特典として主題歌も収録している。
DVD
2001年以降、上記の『スペシャルBOX』と『ドルーピーといっしょ』の仕様を基にしたDVDが何度か発売されている。
- 2001年、通常版DVDが全10巻で発売。そのうちの4巻まではUMDでも発売されている。なお「パパは強いな」「赤ちゃんは楽だね」「みーちゃったみーちゃった」「必殺ネズミ取り」および日本未公開リメイク作品は『スペシャルBOX』と同じく未収録である一方、ジーン・ダイッチ期については初回発売時に全10巻購入者特典として配布された「スペシャルDVD」に全作が収録された。
- 通常版と同時期には、アカデミー賞受賞＆ノミネート作品を集めた「アカデミー・コレクション」も発売。
- 2004年以降は、定価500円（税抜）の「1コインDVD」シリーズが発売。各種「〇〇編」と銘打ち、4作品を収録している。ジーン・ダイッチ期作品については「猫はワンワン犬はニャーオ」「友達はいいな」を除く計11作を収録。
- 2013年と2014年には、「どどーんと32話 てんこもりパック」シリーズが発売。そのうち約半分は『トムとジェリー テイルズ』のエピソードを収録。なお、上記未収録作品のうち「パパは強いな」と「必殺ネズミ取り」が初収録された他、国内では「スペシャルDVD」でのみ収録されていた「猫はワンワン犬はニャーオ」と「友達はいいな」も初収録された。
- 2010年代にキャンディトイとして「アニメコレクションDVD」シリーズが発売。4作のうち2作はチャック・ジョーンズ期までの作品、残る2作は『 -テイルズ』から収録。
- 2010年、宝島社から「DVDボックス 新シリーズ」が発売。宝島社はそれ以前にパブリックドメイン素材になったハンナ＝バーベラ期の作品を発売していたが、当ボックスは公式が提供した素材を使用している。また、パブリックドメインで発売したものも、後に公式素材を用いたものを新商品として発売した。

パブリックドメインDVD
1940年から1953年までの作品は日本で著作権の保護期間が終了したものと考えられており（1953年問題も参照）、複数のメーカーがパブリックドメインDVDを発売している。

### イベント
- みんな大好き！トムとジェリーの愉快な世界展

2013年、日本初の展覧会として西武池袋本店などで約2年間にわたり巡回して行われた。
- トムとジェリー展

誕生80周年記念として、2019年から2020年にかけて横浜赤レンガ倉庫などで開催。
- トムとジェリー カートゥーン・カーニバル

2022年から全国で開催中。
そのほか、東京都練馬区の遊園地「としまえん」では、2018年度から2020年8月31日の閉園までコラボレーション企画が行われ、多数のイベントが展開されていた。園内にはトリックアートや顔出しパネル、正門には多数の風船で作られたトムの顔が設置されていた他、年間フリーパス「木馬の会」もトムとジェリーデザインのものが販売されていた。

### イメージキャラクター・CMへの起用
※日本国内のみ記載。
現在
- 十六銀行（岐阜県）
- 四国銀行（高知県）
- 佐賀銀行（佐賀県）
- ビルバックジャパン
- スズケン
- 阪急電鉄[47]

過去

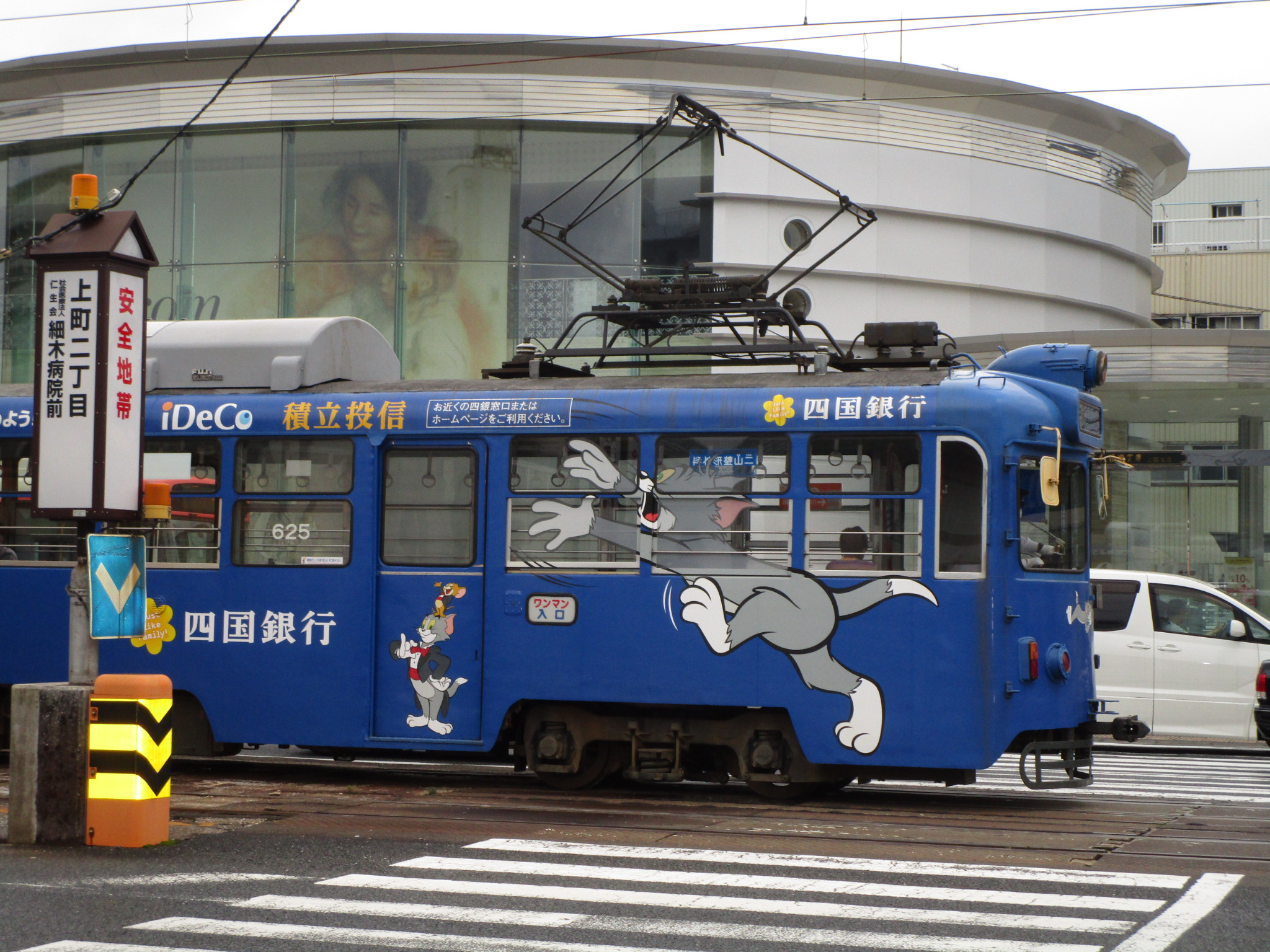
四国銀行の広告として、トムとジェリーがラッピングされたとさでん交通の路面電車

- みちのく銀行（現：青森みちのく銀行）[注釈 18]（青森県、1980年 - 2024年[48]）
- 七十七銀行（宮城県）
- 横浜銀行（神奈川県）
- 北陸銀行（富山県）
- 新潟中央銀行（新潟県）
- 鳥取銀行
- 明生商品サービス
- 三菱・パジェロ（1997年）
- 日立製作所 冷蔵庫（1970年代～1980代前半）
  - 黒柳徹子と共にCM出演。
  - 声優はTBS版を起用。ただし、初期のみトムを山崎唯、ジェリーを久里千春が担当。
- キヤノン ワープロ（1993年）
- 森永製菓 グミキャンデー（1986年）
- 西日本旅客鉄道

## 作品リスト

### 劇場用長編作品
- 第1作『トムとジェリーの大冒険』（1992年）
- 第2作『トムとジェリー』（2021年[49][50]）
- 第3作『Untitled New Tom and Jerry's movie』（TBA）

### テレビシリーズ
- 『新トムとジェリー』（1975年）
- 『トムとジェリー大行進』（1980年）
- 『トムとジェリーキッズ』（1990年）
- 『トムとジェリー テイルズ』（2006年～2008年）
- 『トムとジェリー ショー』（2014年～2021年）
- 『トムとジェリー in ニューヨーク』（2021年～）
- 『とむとじぇりーごっこ』（2022年） - 初となる日本オリジナル制作のショートシリーズ[51]。当初は『とむとじぇりー』というタイトル名だったが、2023年11月公開の第8話から現在のタイトルに変更された[52]。
- 『Tom and Jerry』[53]（2023年） - Robot Playground MediaとChips And Toonがストーリーとデザインを担当し、インドのAum Animation Studiosがアニメーションを手掛けたシンガポールが舞台の新作テレビシリーズ。

### 単発作品
- 『ザ・マンション・キャット』（2001年）
- 『ザ・カラテ・ガード』（2005年）
- 『トムとジェリー ショート』（2021年） - 同年に公開された長編映画のプロモーションとして製作。全2本。

### OVA
※一作を除きすべて長編作品。
| 番号 | タイトル 原題                                                                            | 公開年 | モチーフ                       | 備考                          |
| ---- | ---------------------------------------------------------------------------------------- | ------ | ------------------------------ | ----------------------------- |
| 1    | トムとジェリー魔法の指輪 Tom and Jerry: The Magic Ring                                   | 2002年 |                                | ウィリアム・ハンナの遺作      |
| 2    | トムとジェリー 火星へ行く Tom and Jerry: Blast Off to Mars                               | 2004年 |                                |                               |
| 3    | トムとジェリー ワイルドスピード Tom and Jerry: The Fast and the Furry                    | 2005年 |                                |                               |
| 4    | トムとジェリーの宝島 Tom and Jerry: Shiver Me Whiskers                                   | 2006年 | 宝島                           |                               |
| 5    | トムとジェリーのくるみ割り人形 Tom and Jerry: A Nutcracker Tale                          | 2007年 | くるみ割り人形                 | ジョセフ・バーベラの遺作      |
| 6    | トムとジェリー シャーロック・ホームズ Tom and Jerry Meet Sherlock Holmes                 | 2010年 | シャーロック・ホームズシリーズ | 作者死後初作品                |
| 7    | トムとジェリー オズの魔法使 Tom and Jerry and the Wizard of Oz                           | 2011年 | オズの魔法使い                 |                               |
| 8    | トムとジェリー ロビン・フッド Tom and Jerry: Robin Hood and His Merry Mouse              | 2012年 | ロビン・フッド                 |                               |
| 9    | トムとジェリー ジャックと豆の木 Tom and Jerry's Giant Adventure                          | 2013年 | ジャックと豆の木               |                               |
| 10   | トムとジェリーと迷子のドラゴン Tom and Jerry: The Lost Dragon                            | 2014年 |                                |                               |
| 11   | トムとジェリー サンタの小さなお手伝いさん Tom and Jerry: Santa's Little Helpers          | 2014年 |                                | 唯一の短編作品 15作収録       |
| 12   | トムとジェリー スパイ・クエスト Tom and Jerry: Spy Quest                                 | 2015年 |                                | 『J.Q』とのクロスオーバー作品 |
| 13   | トムとジェリー すくえ!魔法の国オズ Tom and Jerry: Back to Oz                             | 2016年 | オズのオズマ姫                 | 一部で劇場公開 第7作の続編    |
| 14   | トムとジェリー 夢のチョコレート工場 Tom and Jerry: Willy Wonka and the Chocolate Factory | 2017年 | チョコレート工場の秘密         |                               |
| 15   | トムとジェリー カウボーイ・アップ! Tom and Jerry: Cowboy Up!                             | 2022年 |                                |                               |
| 16   | トムとジェリー スノーマウスと雪の魔法 Tom and Jerry: Snowman's Land                      | 2022年 |                                |                               |

### コラボレーション作品
※いずれもMGM作品。
- 『錨を上げて』（1945年）
  - ジーン・ケリー主演の長編映画。実写とアニメーションの合成という形でケリーとジェリーが共演しており、わずか数秒だがトムも登場している。
  - 後にDVD「アカデミー・コレクション」に特典映像として収録。
- 『濡れたらダメよ』（1953年）
  - 主演のエスター・ウィリアムスが、夢の中の場面でトムとジェリーと一緒に泳ぐシーンがある。

## 主題歌
1964年に発表。TBS版放送時に製作されたもので、日本オリジナルの主題歌である。作詞と作曲は三木鶏郎。歌唱は梅木マリとフォー・コインズ。
TBS版の放送終了後も、ソフトに特典映像として映像を変更した上で再収録されるなど引き続き主題歌として使用されている。
歌詞にある「なかよくケンカしな」は、「トムとジェリー」を象徴するフレーズとして公式をはじめ様々な場で使用されている。
最初に発売されたのはソノシートのみ。その後、以下のCDアルバムに収録されている。
- 『ハンナ・バーベラ～日本語版主題歌レコードコレクション』（2002年、ユニバーサルミュージック）
- 『三木鶏郎音楽作品集~トリローソングス~』（2005年、Columbia）

なお、日本コロムビアによるオムニバスアルバムには、田中真弓がカバーしたものが収録されている。

## ゲーム
- 『トムとジェリー』（1992年、ファミリーコンピュータ） - アルトロンから発売。
- 『トムとジェリー』（1992年、ゲームボーイ） - アルトロンから発売。
- 『トムとジェリー』（1993年、スーパーファミコン） - アルトロンから発売。
- 『トムとジェリー パート2』（1994年、ゲームボーイ） - アルトロンから発売。
- 『トムとジェリー』（1994年、メガドライブ） - アルトロンから発売。
- 『Tom and Jerry in Fists of Furry』（2000年、NINTENDO 64・Windows） - 日本未発売。
- 『トムとジェリー ヒゲヒゲだいせんそう』（2004年、PlayStation 2） - サクセスから発売。
- 『CRトムとジェリー いたずらジェリーをつかまえろ！』（2010年、パチンコ） - 大一商会から発売[55]。
- 『トムとジェリー ざくざくトレジャー』（2016年、スマートフォンゲーム） - ワーナー・ブラザースから発売。
- 『トムとジェリー:チェイスチェイス』（2021年、スマートフォンゲーム） - NetEase Games・ワーナー・ブラザースから発売。

## 舞台
2019年、翌年の誕生80周年記念の一環として、日本初となる音楽劇『トムとジェリー 夢よもう一度』が公演された。ワーナー・ブラザース監修のもと、『夢よもう一度』を基した作品である。
キャスト
- トム - 遠藤章造（ココリコ）、竹若元博（バッファロー吾郎）
- ジェリー - 松本幸大（ジャニーズJr.）、山本亮太（ジャニーズJr.）、松崎祐介（ふぉ〜ゆ〜）

スタッフ
- 音楽 - 松任谷正隆
- 演出 - ノゾエ征爾
- 企画・製作 - 音楽劇「トムとジェリー 夢よもう一度」公演実行委員会

## 著作権
2025年8月現在、1954年（昭和29年）12月31日までの作品は日本で著作権の保護期間が終了しており、これまでに非公式の廉価版ソフトが以下をはじめとする複数のメーカーから発売されている。
- 宝島社（『トムとジェリー DVD BOX』シリーズ）
- ぴあ（『トムとジェリーDVD名作集』） - 特典としてトゥイーティー作品が収録され、高柳明音が声優として出演している。
- オフィスワイケー - メディアコムサプライ版と吹き替えは共通。
- メディアコムサプライ - 瀬水暁がトム役として出演する独自の吹き替えが収録。一部の映像ソースはヘラルド・ポニー版からである。
- コスミック出版 - オフィスワイケーと同様。（『トムとジェリー たのしい仲間たち』『トムとジェリー ワクワク大冒険』）
- 音光 - 同上。
- キープ株式会社 - 独自の吹き替えがボイスオーバー形式で収録。レオ・ザ・ライオンの映像がすべてその回の一コマとサブタイトルの画像に差し替えられていて、スタッフクレジット画面にある権利者表記が削除されている。
- DAISO - 山野内扶とえいとくえりが出演する独自の吹き替えが収録。

1955年（昭和30年）1月1日以降の作品は、すべて日本で著作権の保護期間中である。

## 論争

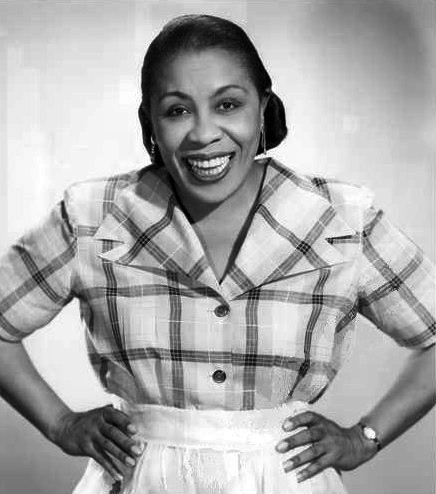
原語版でお手伝いさんの声を担当したリリアン・ランドルフ

過去作品は、現在の観点では不適切とされる描写があると批判されることがある。
第1作『上には上がある』から頻繁に登場していた黒人であるお手伝いさんに関しては、全米黒人地位向上協会による「ステレオタイプな黒人描写」との批判を受けたため、1952年公開の『人造ネコ』を最後に登場しなくなった。ただし、黒人当人だった担当声優のリリアン・ランドルフはこの件に「大切な持ち役を失う」と激怒したといい、ハンナとバーベラは登場しなくなった経緯に関して「彼女はテレビに出演するため役を降板したが、声優の変更は考えられずキャラクターの登場自体をやめた」と述べている。
ハンナ＝バーベラ期の作品は1965年にCBSでテレビ初放送された際、チャック・ジョーンズ期のスタッフによって「お手伝いさんの登場場面をマスク処理で白人女性に描き直し、ランドルフによるステレオタイプな黒人訛りの声もジューン・フォーレイによるアイルランド訛りの声に差し替える」などの作業を行っていた。また、必要以上に暴力的と判断された場面の修正も行われている。そのため、複数の作品は初公開版と修正版の2種がある。近年の再放送は、カットされるかオリジナルを尊重して修正前の映像が使われることが多い。また、黒人のお手伝いさんに関してはオリジナルが復活しているが、声はテア・ヴィデールによって新たに録りなおしたのものが使われている。
2006年、イギリスの子供向けテレビチャンネルで放映された際は、喫煙シーンが視聴者からの苦情を受けてカットされることになった。
日本では、レイシズム描写（主に黒人差別や黒人ステレオタイプに該当する描写）で特に過激なものを物理的にカットしたバージョンが用いられる傾向にある。一般にカット版が放送されやすい作品には以下が存在するが、「こわいお手伝いさん」などのようにカットされていないケースもある。
- 「捨てネズミ」：ジェリーとタフィーがお手伝いさんに近いステレオタイプの黒人になろうとする描写がある。
- 「南の島」：最後にジェリーに向かって「Mmmm... barbecued mouse!」と発言する人物がトムに追いかけられた先住民とは異なり、文字通りの黒人になっているというギャグがあるがこの黒人がしゃべるシーンが特にステレオタイプの描写になっている。
- 「台所戦争」：トムが丸焦げになる際に黒人ステレオタイプの描写がある。これに並んでシャンパンで焦げたままのトムが押し出されるシーンもカットされることがある。

## 関連作品
- ヴァン・ビューレンのトムとジェリー
  - 1931年から1933年までヴァン・ビューレン・スタジオが制作した、本作とは別物の同名作品。ただし、バーベラはアニメーターと脚本家を務めたことがあり、あながち無関係とは言えない。
- ロジャー・ラビット（1988年公開）
  - カートゥーンと実写の合成によって撮影されたため、劇中で様々なカートゥーンキャラクターが登場。トムとジェリーも作中に登場させることも検討されたが、トムとジェリーが明確なセリフを持たないアドリブ・カートゥーンのため、作中の「私生活もある俳優として出演させる」ことが断念されたという。また、当時MGMは「トムとジェリー」初の長編映画作品を製作中だったため、キャラクターの貸し出しを断られ、代わりにドルーピーが出演した[注釈 20]。

## 影響
- アニメ『サザエさん』の放送開始当初は、本作を参考にしたドタバタ調のギャグアニメ路線だった[59]。
- 上原ひろみが2003年に発表したアルバム『アナザー・マインド』の日本盤ボーナス・トラックとして収録したオリジナル（自作自演）曲「トムとジェリー（The Tom and Jerry Show）」は、カートゥーンの『トムとジェリー』のイメージを盛り込んで作曲された。
- 『ルパン三世』でのルパン三世と銭形警部の関係は、本作を参考にしたものである[60]。また、原作者のモンキー・パンチはハンナ＝バーベラに会うために渡米したこともあり、バーベラから直筆によるルパン三世のイラストが描かれた本をプレゼントされている[61]。
- アメリカのアニメ『ザ・シンプソンズ』での劇中アニメには、本作のパロディである「イッチー&スクラッチー」がある。
- ネコには、何気ない日常的な音で発作を起こすものがあり、これは日本で「トムとジェリー症候群」と命名されている[62]。